# Cyclaspis aspera
Cyclaspis aspera är en kräftdjursart som beskrevs av Hale 1944. Cyclaspis aspera ingår i släktet Cyclaspis och familjen Bodotriidae. Inga underarter finns listade i Catalogue of Life.